# ヴィッラノーヴァ・デル・バッティスタ
ヴィッラノーヴァ・デル・バッティスタ（イタリア語: Villanova del Battista）は、イタリア共和国カンパニア州アヴェッリーノ県にある、人口約1,600人の基礎自治体（コムーネ）。

## 地理

### 位置・広がり
アヴェッリーノ県北部のコムーネ。アリアーノ・イルピーノから南東へ約7km、ベネヴェントから東へ約32km、県都アヴェッリーノから北東へ約38km、フォッジャから南西へ約50km、州都ナポリから北北東へ約80kmの距離にある。

#### 隣接コムーネ
隣接するコムーネは以下の通り。
- ツンゴリ - 東
- フルーメリ - 南
- アリアーノ・イルピーノ - 北西

## 歴史
この町が最初に文献に登場するのは13世紀のことで、当時は Pulcarino と記された。この名は、バルカン半島の人々を指す bulgari に由来する bulgarinus という言葉が変化したものと考えられている。「新しい村」を意味する Villanova に、村の守護聖人にちなんだ del Battista が加えられた現在の地名は、16世紀に登場する。
この村はしばしば地震に見舞われた。20世紀以降では、1930年 (it:Terremoto del Vulture del 1930) 、1962年、1980年 (it:Terremoto dell'Irpinia del 1980) に地震による被害を受けている。

## 行政

### 山岳部共同体
広域行政組織である山岳部共同体「ウフィタ山岳部共同体」 (it:Comunità montana dell'Ufita) （事務所所在地: アリアーノ・イルピーノ）を構成するコムーネの一つである。

## 人物

### 著名な出身者
- パンツェッタ・ジローラモ - 日本で活動するタレント・随筆家